# حبوس بن ماكسن
حبوس بن ماكسن بن زيري بن مناد الصنهاجي ثاني حكام طائفة غرناطة في عهد ملوك الطوائف، وابن شقيق زاوي بن زيري مؤسس الطائفة، وحفيد زيري بن مناد الصنهاجي مؤسس الدولة الزيرية في المغرب الأوسط.

## سيرته
عبر حبوس بن ماكسن مع عمه زاوي بن زيري إلى الأندلس في عهد الحاجب المظفر، وشارك مع بني زيري في أحداث الفتنة البربرية، وخلف عمه زاوي بن زيري حين عاد إلى إفريقية عام 410 هـ.
ضم حبوس قبرة وجيان إلى ملكه، وأتم بناء غرناطة، وأقام علاقات صداقة مع جيرانه من زعماء البربر، ومع زهير الصقلبي صاحب ألمرية. وحين قتل يحيى المعتلي بالله على يد جيش بني عباد وهو يهاجم قرمونة عام 427 هـ، اعترف حبوس بن ماكسن بأخيه إدريس المتأيد بالله حاكمًا على مالقة. ثم تعاونا مع زهير الصقلبي ومحمد بن عبد الله البرزالي صاحب قرمونة على محاربة بني عباد، وهاجموا أحواز إشبيلية في ذي القعدة عام 427 هـ. توفي حبوس في العام التالي 428 هـ، وخلفه ابنه باديس بن حبوس.